# Hohe Schrott
Hohe Schrott är ett berg i Österrike.   Det ligger i distriktet Gmunden och förbundslandet Oberösterreich, i den centrala delen av landet, 210 km väster om huvudstaden Wien. Toppen på Hohe Schrott är 1 443 meter över havet.
Terrängen runt Hohe Schrott är bergig åt nordost, men åt sydväst är den kuperad. Närmaste större samhälle är Bad Ischl, 6,1 km väster om Hohe Schrott. 
I omgivningarna runt Hohe Schrott växer i huvudsak blandskog. Runt Hohe Schrott är det ganska glesbefolkat, med 25 invånare per kvadratkilometer.